# Samuel Stillman Berry
Samuel Stillman Berry (Unity, 16 marzo 1887 – Winnecock Ranch, 1984) è stato uno zoologo marino statunitense specializzato nei cefalopodi.

## Biografia
Nacque a Unity (Maine), ma la casa di famiglia era il Winnecook Ranch nel Montana, che era stato fondato da suo padre Ralph nel 1880. Nel 1897, si trasferì con sua madre e due cugini a Redlands (California).
Berry ricevette un B.S. (1909) da Stanford e il suo M.S. (1910) da Harvard. Ritornò poi a Stanford per il suo lavoro del Ph.D. sui cefalopodi e ottenne il suo dottorato nel 1913.
Dal 1913 fino al 1918, lavorò come bibliotecario e assistente di ricerca presso la Scripps Institution for Biological Research a La Jolla (California). Questo fu l'ultimo impiego retribuito che ebbe in campo accademico; tutti i suoi studi e le sue spedizioni successive furono finanziati con i profitti del ranch di famiglia nel Montana.
Malgrado la sua condizione indipendente, divenne un famoso malacologo, pubblicando 209 articoli e stabilendo 401 taxa di molluschi. La maggior parte del suo lavoro trattava di chitoni, cefalopodi e anche lumache di terra.
Berry ebbe anche interesse per l'orticoltura, dove si concentrò sull'ibridazione degli iris e dei narcisi. Per qualche tempo, dagli anni 1920 fino alla fine degli anni 1940, gestì anche un'impresa orticola dal Winnecook Ranch, che aveva rilevato dopo la morte di suo padre nel 1911. Nel 1917 diventò il presidente della Winnecook Ranch Company, una carica che occupò fino alla sua morte nel 1984.

| Berry è l'abbreviazione standard utilizzata per le specie animali descritte da Samuel Stillman Berry. Categoria:Taxa classificati da Samuel Stillman Berry |